# Harald Hudak
Harald Hudak (* 28. Januar 1957 in Vaihingen an der Enz; † 2. Dezember 2024 in Ötisheim) war ein deutscher Mittelstreckenläufer.

## Sportliche Laufbahn
1974 wurde er bundesdeutscher Jugendmeister und 1977 bundesdeutscher Juniorenmeister im 1500-Meter-Lauf.
Am 17. August 1977 war er in Köln Teil eines bundesdeutschen Quartetts (Thomas Wessinghage, Hudak, Michael Lederer, Karl Fleschen), das mit 14:38,8 min einen Weltrekord im 4-mal-1500-Meter-Staffellauf aufstellte. Dieser Rekord wurde erst am 4. September 2009 in Brüssel von einem kenianischen Quartett (William Biwott Tanui, Gideon Gathimba, Geoffrey Kipkoech Rono, Augustine Kiprono Choge) gebrochen (14:36,23 min).
Harald Hudak musste sich im nationalen Vergleich immer Thomas Wessinghage geschlagen geben. Am 27. August 1980 erreichte er hinter ihm in einem 1500-Meter-Lauf in Koblenz eine Zeit von 3:31,96 min. Damit steht er in der ewigen deutschen Bestenliste auf Platz zwei (Stand Saisonende 2024). Er hält mit 5:04,4 min über 2000 Meter, gelaufen am 30. Juni 1976 in Oslo, noch immer den Junioreneuroparekord.
Bei den Halleneuropameisterschaften 1979 in Wien wurde er Sechster über 1500 Meter (3:45,9 min), und 1980 siegte er bei den offenen englischen Meisterschaften (AAA Championships) über 5000 Meter (13:51,71 min).
Harald Hudak war 1,79 m groß und wog in seiner aktiven Zeit 65 kg. Er gehörte dem Sportverein LG Bayer Leverkusen an. Er heiratete die Sprinterin Heidi-Elke Gaugel.

## Persönliche Bestzeiten
- 800 m: 1:48,4 min, 18. Juli 1980, Menden
- 1000 m: 2:18,50 min, 23. Juli 1980, Köln
- 1500 m: 3:31,96 min, 27. August 1980, Koblenz
- 1 Meile: 3:55,61 min, 26. August 1977, Berlin
  - Halle: 3:57,5 min, 13. Februar 1981, Inglewood
- 2000 m: 5:03,6 min, 3. August 1980, Arnsberg
- 3000 m: 7:55,20 min, 23. Juni 1981, London
- 5000 m: 13:51,0 min, 13. Mai 1979, Köln